# 勒朗日
勒朗日（法語：Relanges，法語發音：[ʁəlɑ̃ʒ] ⓘ）是法国大東部大區孚日省的一个市镇，属于埃皮纳勒区。

## 地理
勒朗日（48°6'46"N, 6°0'57"E）面积13.87 平方千米，位于法国大東部大區孚日省，该省份为法国东北部内陆省份，北起默兹省和默尔特-摩泽尔省，西接上马恩省，南至上索恩省和贝尔福地区省，东临上莱茵省和下莱茵省。
与勒朗日接壤的市镇（或旧市镇、城区）包括：蒂耶尔、贝尔蒙莱达尔内、邦维莱、达尔内、栋巴勒德旺达尔内、农维尔、普罗旺谢尔-莱达尔内、圣巴勒蒙、瑟农日。

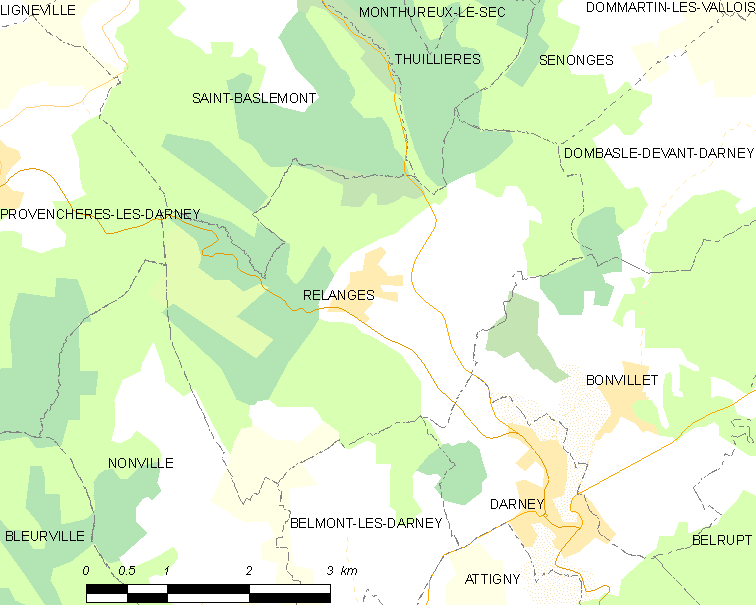
勒朗日的OSM定位图

勒朗日的时区为UTC+01:00、UTC+02:00（夏令时）。

## 行政
勒朗日的邮政编码为88260，INSEE市镇编码为88381。

## 政治
勒朗日所属的省级选区为达尔内县。

## 人口

1962-2008年间勒朗日人口变化图示

勒朗日于2022年1月1日时的人口数量为190人。